# Шэйен Сильвер
Шэйен Сильвер (англ. Cheyenne Silver, настоящее имя Кара Фон Болу, англ. Cara Fawn Ballou; род. 18 июля 1978 года, Сан-Клементе, Калифорния, США) — американская порноактриса.

## Биография
Шэйен родилась в Калифорнии в семье с французскими, индейскими и ирландскими корнями. Её отец был лесником, своё детство она провела в дикой местности. После окончания средней школы она начала карьеру в качестве танцовщицы в Лас-Вегасе, используя имя — Wildcat. Этот псевдоним она также использовала, когда начала сниматься в фильмах для взрослых. В 1999 году Шайенн заключила контракт с компанией — Vivid Entertainment. Она принимала участие в шоу Говарда Стерна(1998), «Man Show»(1999), «Wild On!»(1997), клипе N.E.R.D — «Lapdance». В декабре 2001 года Шэйен Сильвер была выбрана Penthouse Pet. В 2003 году она снялась в фильме «This Girl’s Life» (англ.), который вдохновил её на изменения в карьере, она ушла из порноиндустрии. 23 июля 2005 Шэйен вышла замуж. В декабре того же года, в то время она снималась в «The Villikon Chronicles: Genesis of Evil», она и её муж попали в серьёзную автомобильную аварию, Шайен получила тяжёлый перелом черепа, кровоизлияние в мозг и была доставлена в травматологический центр в штате Колорадо. После продолжительной реабилитации, Шайен продолжила работу над фильмом «The Villikon Chronicles: Genesis of Evil», став соисполнительным продюсером этого проекта.
Любимое времяпрепровождение Шэйен — пеший туризм и кемпинг, её любимая еда — то, что она поймала и приготовила сама.

## Премии и номинации
- 2000 XRCO Awards номинация Best Group Scene[11]
- 2000 AVN Award номинация Best All Girl Sex Scene[12]
- 2000 Hot d'Or номинация Best New American Starlet[13]